# Руски и съветски паметници в Добричка област
| Снимка | Описание/дати стар стил | Надпис | Местоположение | Местоположение |
| ------ | --- | --- | -------------- | --- |
|        | Паметник на руския император Александър II | НА ЦАР АЛЕКСАНДЪР ОСВОБОДИЛ БЪЛГАРИЯ | Генерал-Тошево | Паметник от червен и черен вулканичен камък. Изработен в Армения и подарен на града от Съюза на арменците в България. Тържествено открит на 24 април 2009 г. Намира се на площада 43°41′59.8″ с. ш. 28°02′08.4″ и. д. / 43.699944° с. ш. 28.035667° и. д. |
|        | Паметник на генерал Гурко | ген. ГУРКО ЙОСИФ ВЛАДИМИРОВИЧ 1828 – 1901 | Гурково        | Намира се в центъра на селото 42°39′26.5″ с. ш. 25°47′45.3″ и. д. / 42.657361° с. ш. 25.795917° и. д. |
|        | Паметник на победата на генерал-лейтенант Аполон Цимерман | ВЪ ЦАРСТВОВАНИIЕ РОССIЙСКАГО ИМПЕРАТОРА АЛЕКСАНДРА II подъ начальствомъ Генералъ-Лейтенанта Циммермана14 Января 1877 года. Сраженiе при Хаджи-Оглу-Базарджикѣ, | Добрич         | Намира се на изхода към Балчик вдясно до пътя 43°33′49.7″ с. ш. 27°51′21.9″ и. д. / 43.563806° с. ш. 27.856083° и. д. |
|        | Братска могила на 122 руски войници, загинали за освобождението на града от 5 до 15 януари 1878 г. | Тукъ почиватъ тлѣннитѣ останки на братскитѣ руски войници, паднали при прѣвземането (на) градъ Добричъ въ освободителната война отъ 5 до 15 януар. 1878. Прѣнесени на 15 ян. 1901. | Добрич         | Намира се в квартал „Добротица“ 43°33′27.1″ с. ш. 27°50′00.9″ и. д. / 43.557528° с. ш. 27.833583° и. д. |
|        | Братска могила на подпоручик Герасим Кузминский от 65-ти Московски полк, прапоршчик Цезар Пашковский от 66-ти Бутирски полк, хорунжий Петър Успякин от 18 Донски казашки полк и 122 нисши чина от 14-ти Армейски корпус, загинали в Руско-турската война | Братская могила 122-ти Войновъ частей 14-и армейскаго корпуса и прикомандированныхъ къ нему погребенныхъ здесь въ Кампанiю 1877 и 1878 годовъ. Подпоручику 65-го пҧхотнаго Московскаго полка Герасиму КУЗѝМИНСКАМУ умершему 16-го Февраля 1878 года Прапорщику 66-го пҧхотнаго Бутырскаго полка Цезарiю ПАШКОВСКАМУ умершему ... мартъ 1878 года Хорунжему Донского казачьяго №18-го полка ПЕТРУ УСТЯКИНУ умершему отъ раны полученной въ сраженiи съ турками 14-го Января 1878 года. | Добрич         | Намира се в квартал „Добротица“ 43°33′27.1″ с. ш. 27°50′00.9″ и. д. / 43.557528° с. ш. 27.833583° и. д. |
|        | Паметник на руския писател Фьодор Михайлович Достоевски | ФЬОДОР МИХАЙЛОВИЧ ДОСТОЕВСКИ 1821 – 1881 1876... ГЛАС-КАМБАНА В ЗАЩИТА НА БЪЛГАРИТЕ | Добрич         | Намира се на площад Демокрация. Скулптор Христо Илиев. Тържествено открит на 30 октомври 2008 43°34′03.7″ с. ш. 27°49′35.1″ и. д. / 43.567694° с. ш. 27.826417° и. д.                                                                                     |
|        | Костница на над 60 руски воини, загинали от рани и болести в края на 1878 г. в Каварна след подписването на Сан-стефанския мирен договор. | В памет на руските войни дали живота си за Освобождението на България - 1878 г. От гражданството на Каварна | Каварна        | Намира се в градския парк 43°26′09.7″ с. ш. 28°20′31.1″ и. д. / 43.436028° с. ш. 28.341972° и. д. |
|        | Паметник на адмирал Фьодор Ушаков, по случай 215 години от победата на 31 юли 1791 г. над турския флот край нос Калиакра. Канонизиран от Руската църква през 2001 г.                                                                                     | Св. Ф. Ф. УШАКОВ | нос Калиакра   | Намира се на нос Калиакра пред крепостната стена 43°22′05.8″ с. ш. 28°27′50.8″ и. д. / 43.368278° с. ш. 28.464111° и. д. |
|        | Братска могила на хорунжий Силий Кателников от Донски казашки 15-ти казашки полк, убит на 10 януари 1878 г. и прапоршчик Антон Брадзинский от 67-ми Тарутински полк и 53 нисши чина от 14-ти Армейски корпус, загинали на 14 януари 1878 г.              | Братская могила 53-хъ Воиновъ 14-го Армейскаго корпуса убитыхъ въ сраженiи съ турками 14-го Января 1878 года. Хорунжему Донского казачьяго №15-го полка СИЛIЮ КАТЕЛЬНИКОВ убитому сраженiи съ туркам 10-го Января 1878 года Прапорщику 67-й пҧхотной Тарутинской полкъ АНТОНУ БРАДЗИНСКОМУ 14-го Января 1878 года | Паскалево      | Намира се вляво от пътя за Добрич на мястото на турската „Черна батарея“ 43°36′56″ с. ш. 27°51′20.5″ и. д. / 43.615556° с. ш. 27.855694° и. д. |
|        | Надгробен паметник на 3 казаци от 16-ти Донски казашки полк, загинали на 8 януари 1878 г. в бой с турците при с. Ели бей (Пчеларово) | Тука почива праха на трима руски войници, паднали въ боя при с. Ели-Бей на 8 ий яноарий 1878 г. Поклонъ на праха ви руски юнаци. Пос(т)роява Валчу Гергювъ | Пчеларово      | Построен през 1881 г. от Вълчо Георгиев, лазутчик (разузнавач) в руската армия, пренесъл от Карелезката чешма и препогребал костите им. Днес се намира в гробището 43°43′41.5″ с. ш. 27°54′55″ и. д. / 43.728194° с. ш. 27.915278° и. д.                  |